# Roucourt, Nord

Roucourt este o comună în departamentul Nord, Franța. În 1 ianuarie 2022 avea o populație de 456 de locuitori.